# ياروسلاف ميلر
ياروسلاف ميلر (بالتشيكية: Jaroslav Miller) (و. 1971  م) هو مؤرخ العصر الحديث، ومؤرخ، وتربوي، وأستاذ جامعي من التشيك، وتشيكوسلوفاكيا، ولد في شومبيرك.

## مناصب
تولى منصب رئيس الجامعة، جامعة بالاسكو (منذ 1 فبراير 2014).

## التعليم
تعلم في جامعة بالاسكو.

## جوائز
حصل على جوائز منها:
- برنامج فولبرايت.